# Turusenluoto
Turusenluoto är en ö i Finland. Den ligger i sjön Pielisjärvi och i kommunen Nurmes i den ekonomiska regionen  Pielinen-Karelen  och landskapet Norra Karelen, i den centrala delen av landet, 400 km nordost om huvudstaden Helsingfors. Öns största längd är 20 meter i nord-sydlig riktning.

## Klimat
Trakten ingår i den boreala klimatzonen. Årsmedeltemperaturen i trakten är −1 °C. Den varmaste månaden är augusti, då medeltemperaturen är 14 °C, och den kallaste är mars, med −7 °C.